# Kotehalu, Channagiri
Kotehalu là một làng thuộc tehsil Channagiri, huyện Davanagere, bang Karnataka, Ấn Độ.